# Schamhartvleugel

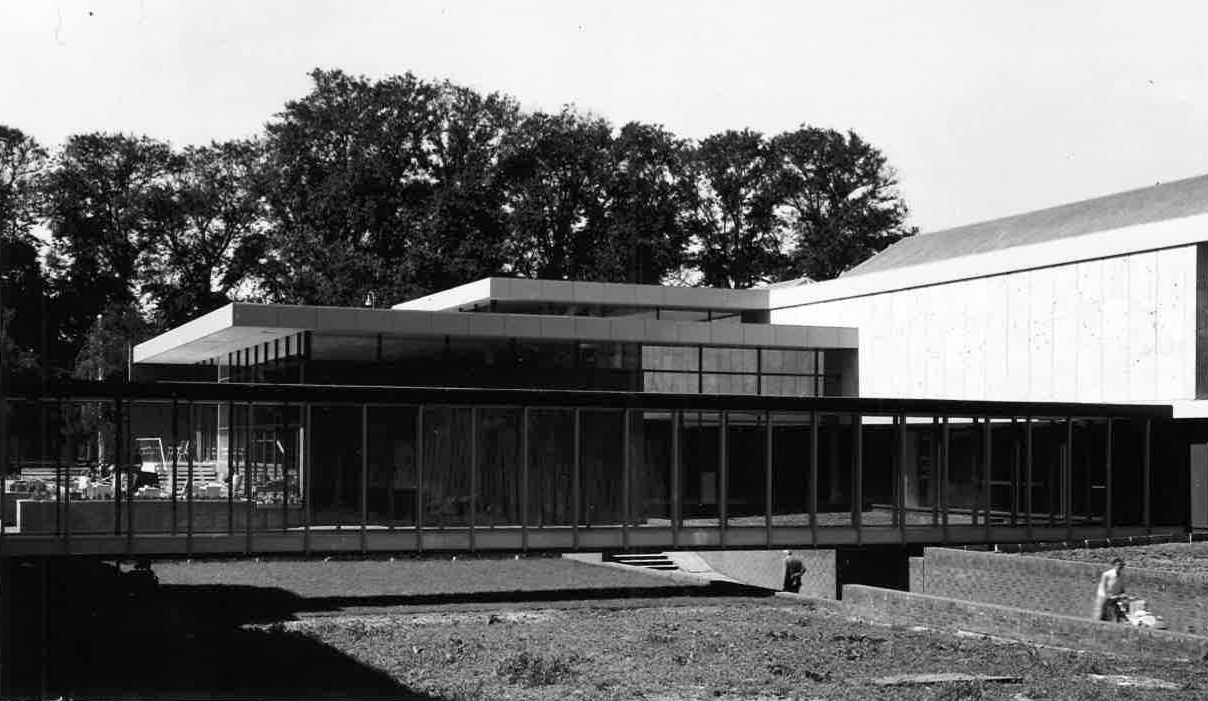
De corridor

De Schamhartvleugel is een museumgebouw uit 1962 in Den Haag naar ontwerp van de architect Sjoerd Schamhart en Jan Heijligers . Het werd als tentoonstellingsvleugel gebouwd ter uitbreiding van het Haags Gemeentemuseum.
Het museumgebouw is een gemeentelijk monument van architectuurhistorische waarde als representatief voorbeeld voor de functioneel, zakelijke stijl uit de wederopbouw. Het heeft tevens typologische waarde als exponent van vrij in te delen museale gebouwen, bedoeld voor grote en tijdelijke exposities.
Oorspronkelijk was het paviljoen verbonden aan het hoofdgebouw van het gemeentemuseum via een glazen corridor. In het museumgebouw waren het Nederlands Kostuummuseum en kantoren gevestigd.
In 1996 was er sprake van dat het Schönberg-instituut of het Nederlands Muziek Instituut zich hier zou vestigen. Hiertoe was het plan om een kelderverdieping aan de vleugel toe te voegen. Deze plannen gingen niet door en vervolgens werd besloten tot een renovatie in 2002 door Benthem Crouwel Architekten. Hierbij is de corridor weggehaald en heeft het een zelfstandige ingang gekregen. Het biedt sindsdien onderdak aan GEM en het Fotomuseum Den Haag die beiden onderdeel zijn van het gemeentemuseum.

## Muursculptuur

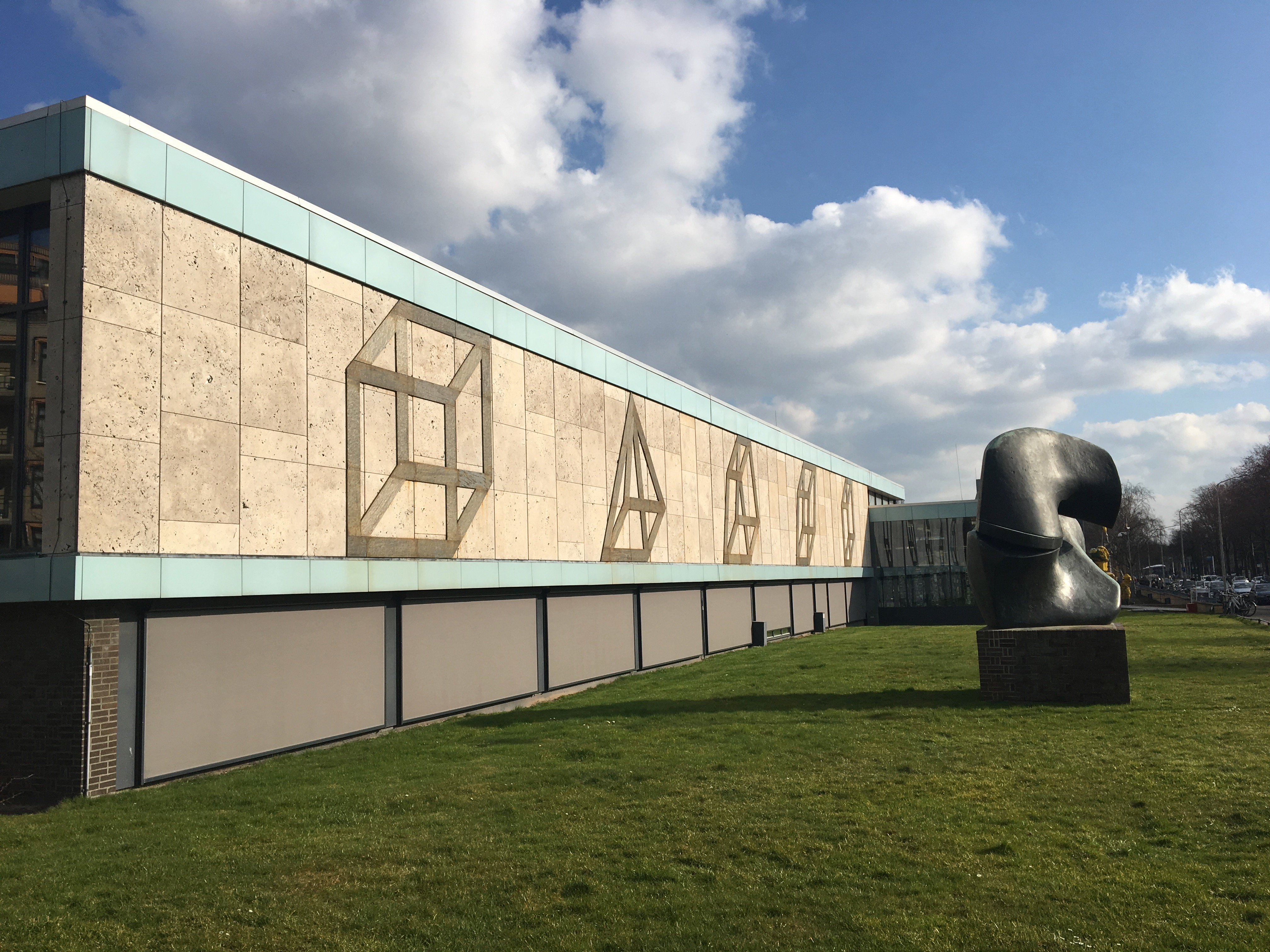
Model voor het reliëf met geometrische figuren van Sol LeWitt

Op de gesloten wand langs de Stadhouderslaan is in de jaren ‘80 van de vorige eeuw het kunstwerk Model voor het reliëf met geometrische figuren (1988-1990) aangebracht van Sol LeWitt. Enno Develing die in 1968 de eerste grote tentoonstelling over minimal art samenstelde in het Gemeentemuseum - had Sol LeWitt gevraagd een beeldengroep te maken voor het nieuwe gebouw van het Museon dat naast het Gemeentemuseum is neergezet. Sol LeWitt had vijf stereometrische figuren in een rij gepland: twee daarvan midden in de vijvers van het Gemeentemuseum en drie op een rood betegeld breed pad voor het nieuwe gebouw van het Museon. Alle vijf vormen zouden 330 cm hoog worden en uitgevoerd in gemetselde baksteen. Dit ontwerp heeft het niet gehaald bij het Museon en daarom staat daar nu een beeldengroep van Carel Visser.
Het ontwerp is tweedimensionaal aangebracht op de gevel. Sol LeWitt heeft het ontwerp opgedragen aan Josine de Bruyn Kops, de in 1987 overleden partner van Enno en toenmalig directeur van het Catharina Gasthuis, nu MuseumgoudA. LeWitt aarzelde of hij het reliëf aan het Catharina Gasthuis zou schenken of het Gemeentemuseum Den Haag waar zij haar loopbaan was begonnen; zijn keuze viel op het Gemeentemuseum. Architect Schamhart tekende in 1990 vergeefs bezwaar aan dat op zijn architectonische creatie zonder overleg versieringen werden aangebracht. Het gebouw had dat volgens hem niet nodig.